# وراچه
وراچه (اسلوونیایی: Verače) یک زیستگاه انسانی در اسلوونی است که در Lower Styria واقع شده‌است.

## خصوصیات
وراچه ۲٫۸۱ کیلومترمربع مساحت و ۱۲۲ نفر جمعیت دارد و ۳۲۷٫۹ متر بالاتر از سطح دریا واقع شده‌است.